# Partido Puro por los Derechos
El Partido Puro de Derechos de Croacia (en croata: Hrvatska čista stranka prava o HČSP) es un partido político de extrema derecha en Croacia fundado en 1992. El partido afirma ser un descendiente ideológico del partido histórico Serbofobia de derecha con el mismo nombre que estuvo activo a principios del siglo XX y que abogó por el derecho a la autodeterminación para Croacia en el momento en que era parte de Austria-Hungría y Reino de Yugoslavia.
En las elecciones parlamentarias de Croacia de 2011, una coalición formada por el Partido Croata de los Derechos dr. Ante Starčević y el Partido Puro de Derechos de Croacia ganaron un escaño parlamentario, ocupado por Ruža Tomašić de HSP-AS.

## Formación
Tras la derrota electoral de 1887, los obzoraši, herederos políticos de la corrientes yugoslavista de la política croata, no se presentaron a las de 1892 y comenzaron negociaciones con sus tradicionales adversarios, los pravaši de Starčević. Finalmente, en 1894, ambos grupos lograron acordar un programa político común, que reclamaba la unificación (dentro del Imperio) de lo que consideraban territorios croatas y eslovenos, que había de servír de base para la unión de los dos grupos. La unión quedó sellada con una reunión de los fundadores de los dos grupos políticos, Starčević y Strossmayer. Parte de la formación de Starčević, con Josip Frank a la cabeza, rechazó la unión y fracturó la organización.

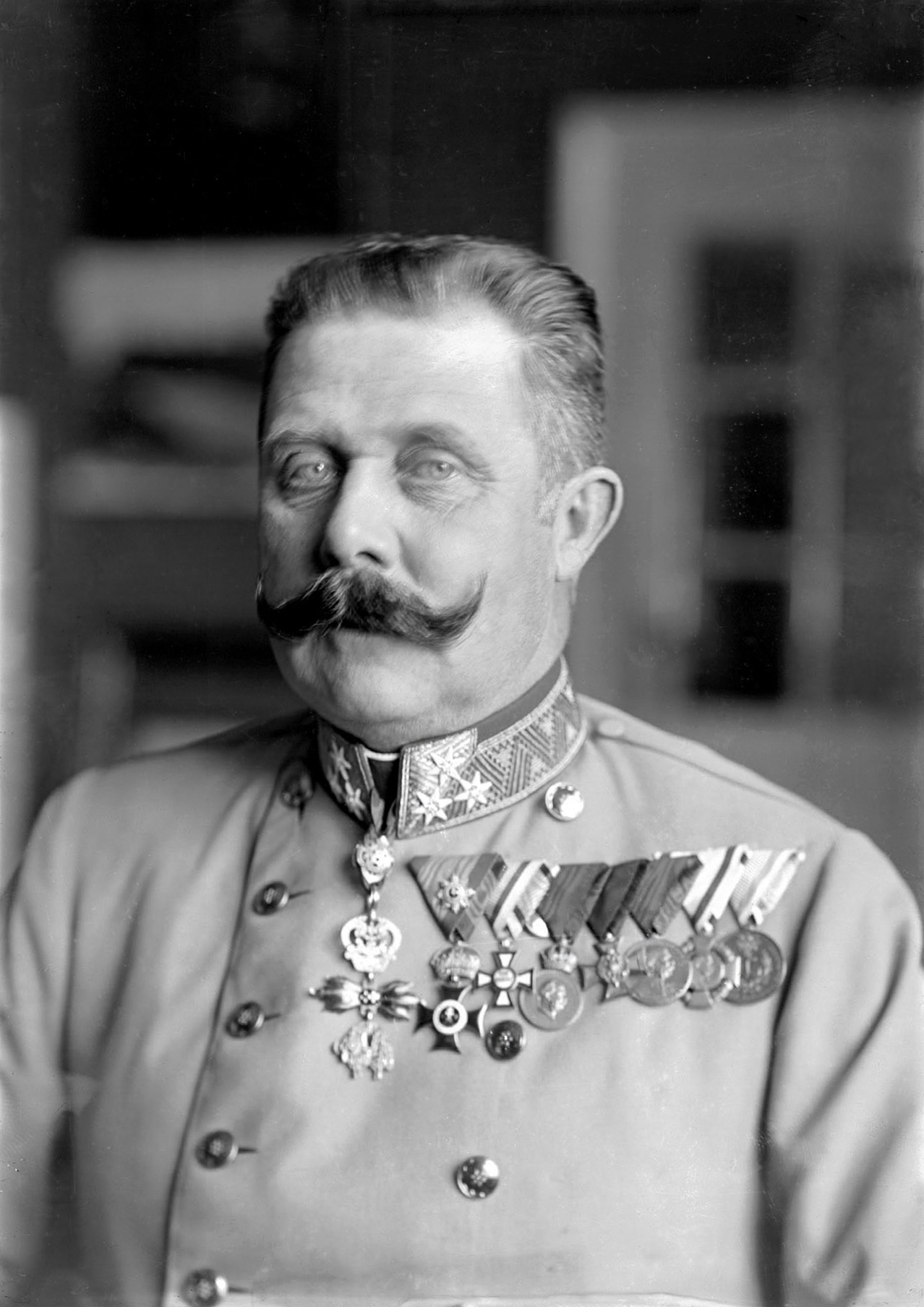
Francisco Fernando de Austria, heredero al trono austrohúngaro. Josip Frank se acercó al círculo político que rodeaba a este, manteniendo una posición siempre favorable a la corte de Viena y hostil a Serbia.

El nuevo partido surgió de la escisión del Partido Croata por los Derechos en octubre de 1895 y acogió a los elementos más extremistas de este, que mantenían parte del antiguo programa del partido, opuesto a la coalición con otras formaciones. Sus miembros y simpatizantes eran a menudo conocidos por el sobrenombre de frankovci («frankistas»), derivado del apellido de su principal dirigente, el abogado Josip Frank. Favorables a la creación de una unidad administrativa croata dentro del Imperio austrohúngaro, rechazaban cualquier otra solución política que no contemplase un Estado croata, oponiéndose a las tendencias yugoslavistas de otras formaciones y de sus antiguos compañeros de formación. Dentro de las distintas formaciones y corrientes surgidas de la organización original de Starčević, se caracterizó por su lealtad hacia la corte de Viena, y por su intención de la solución del «problema croata» dentro de los límites del Imperio. Su preferencia pasaba por la reorganización administración del Imperio en tres unidades (el «trialismo») que satisficiese las ansias nacionalistas del sur del Estado.
A pesar de las diferencias con algunas de las opiniones de Starčević (como la limitación al Imperio como foro para las aspiraciones políticas croatas o el apoyo a la corte imperial), este respaldó a la formación de Frank frente a las rivales en la ruptura de 1895. El nuevo partido, encabezado por Frank, también acogió al viejo Starčević (que falleció el año siguiente) y a su sobrino Mile Starčević. A diferencia de Starčević, Frank pasó a identificar a Budapest como el principal centro de opresión contra los croatas y a atizar las diferencias entre serbios y croatas, acusando a los primeros de traición por idenficarse con el Reino de Serbia.

## Vísperas de la guerra

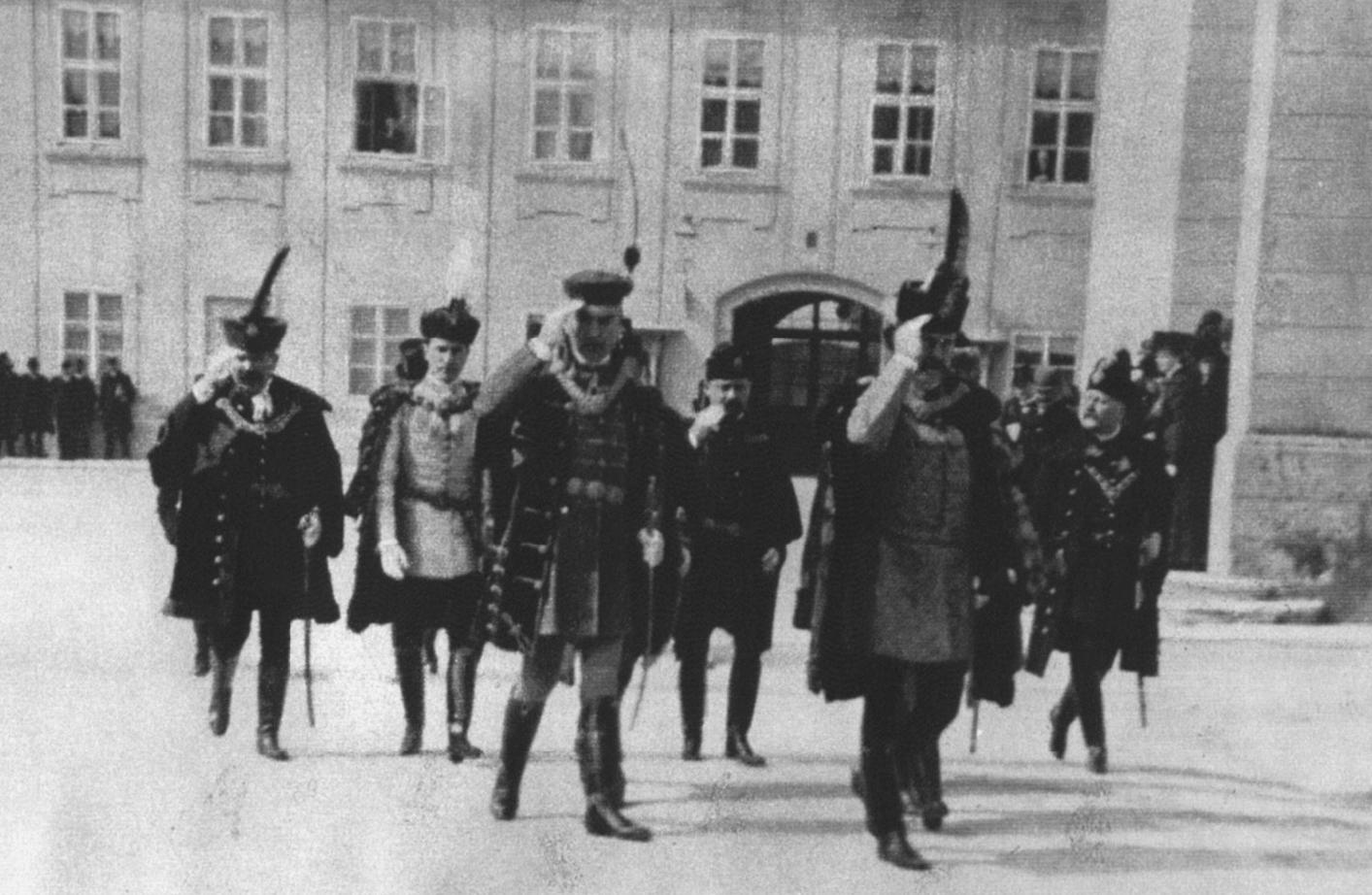
El ban Pavao Rauch (1908-1910), al que el partido de Frank sirvió como partido gubernamental en el Sabor.

Frank se acercó al círculo político del heredero al trono austrohúngaro, el archiduque Francisco Fernando de Austria, formado principalmente por militares y socialcristianos austriacos y, durante del gobierno del ban Pavao Rauch (1908-1910), convirtió a su formación en la práctica en el partido del ban. Su partido mantuvo una posición caracterizada por su respaldo a la corte vienesa (para asegurarse poder político) y su antiserbianismo. Trató de convencer a la corte de que la creación de una tercera unidad administrativa croata en el Imperio que englobase a los eslavos del sur compensaría el poder húngaro y el irredentismo serbio, satisfaciendo a la vez al nacionalismo de aquellos.
Su oportunismo político produjo tensiones en la formación, que llevaron a su fractura en abril de 1908, cuando Mile decidió abandonarla y crear su propia formación, el Partido de los Derechos de Starčević (Starčevićeva Stranka Prava), la más popular del periodo anterior a la guerra mundial de entre las herederas del partido original de su tío. Sus seguidores, los milenovci, volvieron a retomar la idea de Ante sobre la formación de un Estado croata independiente sin respetar las fronteras imperiales y se mostraron dispuestos a colaborar con las formaciones serbias, si bien exigían el reconocimiento de la necesidad de unir Bosnia-Herzegovina a Croacia. A pesar de reconocer la identidad cultural y religiosa serbia, no reconocían su derecho a reclamar su unión con Serbia: serbios de cultura, debían ser croatas en política territorial.
En septiembre de 1910, Frank se unió a elementos clericales para formar el «Partido Socialcristiano por los Derechos», que se había ido infiltrando en la organización anteriormente. Desde 1908, sin embargo, el partido se hallaba en crisis, y estuvo a punto de desaparecer en los años siguientes, en los que murió Frank (1911). Entre 1913 y abril de 1918 se alió con el partido de los hermanos Radic.

## La contienda

Evolución de las formaciones y cambios de nombre de los partidos derivados del original de Ante Starčević.

El estallido de la guerra mundial tras el asesinato del heredero al trono en Sarajevo en 1914, el partido revivió, ofreciéndose tanto a Viena como a Budapest como seguridad contra cualquier veleidad proserbia en Croacia-Eslavonia.
Tras la reapertura del Sabor en 1915, los frankovci, parte de la oposición parlamentaria junto a los miembros del Partido Campesino Croata (entonces aún llamado Partido Campesino Popular Croata), rechazaron rotundamente cualquier unión entre Serbia y Croacia y la posible disolución del Imperio. Tenían al Partido Independiente Serbio, principal socio de la gobernante Coalición Croato-Serbia, como mero títere del Gobierno de Belgrado y agente de una supuesta política panserbia que trataba de reunir a los serbios en un único país.
En los últimos momentos de la contienda mundial, cuando se proclamó la formación de un nuevo Estado de los Eslovenos, Croatas y Serbios por la Junta Nacional de Zagreb, el partido no participó en estos acontecimientos, aprobando en una conferencia del partido la petición de autodeterminación de los croatas (11 de octubre de 1918). A diferencia de la tendencia yugoslavista, el partido defendía la ruptura de los lazos con Budapest y la reunión de lo que consideraba territorios croatas con los eslovenos en un nuevo Estado independiente. Asociados públicamente a la derrotada corte de Viena, su posición fue derrotada por la yugoslavista de la Junta.
Tras la proclamación de la abolición de la unión con Hungría en 29 de octubre de 1918 y de la formación del nuevo Estado de los Eslovenos, Croatas y Serbios, el partido, que declaró cumplidos los objetivos de su programa tras estas medidas, en las que no había tomado parte, optó por disolverse.

## En Yugoslavia
Distinguidos por su lealtad al desaparecido Imperio, los frankovci tuvieron que desaparecer del primer plano político tras la derrota bélica, exiliándose en ocasiones en Austria. Al día siguiente de la unificación y tras un largo pasado monárquico, publicaron una proclama republicana que exigía la formación de una república que englobase todos los territorios que consideraban croatas, que estaría unida a nuevos Estados serbio y esloveno por una alianza.
En el periodo yugoslavo, los frankovci se agrupaban en el Partido Croata por los Derechos (Hravatska Stranka Prava) y se oponían al Estado, sosteniendo que infringía el derecho de los croatas a su Estado separado. Pocos días después de la unificación, su diario fue prohibido por las nuevas autoridades yugoslavas. Unos meses más tarde, en marzo de 1919, sus dos principales dirigentes fueron detenidos. Ese mismo mes habían publicado su nuevo programa, que defendía un Estado croata independiente. La persecución de las autoridades no fue severa para la época, pero sirvió al partido, que había adquirido el nuevo nombre de «Partido Croata por los Derechos» (Hravatska Stranka Prava) a principios de 1919, para mantener su fama nacionalista ante sus partidarios.
El partido mantuvo un cierto respaldo entre la pequeña burguesía y la intelectualidad croata, pero no contaba con un apoyo entre el campesinado, la mayoría aplastante de la población croata. En las elecciones a la asamblea constituyente de 1920 apenas lograron 10 880 votos, concentrados en la región de Zagreb (especialmente en la propia ciudad) y en otro condado. A pesar de tener que admitir el dominio del Partido Campesino Croata de Stjepan Radić en las zonas rurales, en las que no intentó competir con este, y de que este compartiese su oposición al nuevo Estado, los frankovci dudaban de su capacidad para lograr la independencia de Croacia. A pesar de esto, cooperaron con su formación entre 1921 y 1922, formando ambos parte del «Bloque Croata». En 1922 Radic los expulsó de la alianza.
El partido, sin embargo, se concentró no tanto en la política nacional como en tratar de lograr el apoyo de otras naciones a su programa independentista, y fundó un comité croata en el extranjero en 1919. Durante toda la década de 1920 quedó como un partido muy minoritario, sin apoyo popular destacable. El comité (Hrvatski komite o «Comité Croata») se instaló primero en Graz en mayo de 1919, y se trasladó más tarde a Viena y, tras la Contrarrevolución húngara, en Budapest. Desde allí comenzó a reclutar voluntarios para una fuerza armada, la «Legión croata».
En 1925, en un giro radical de su anterior antiserbianismo, el partido comenzó a negociar con los Radicales serbios de Nikola Pašić para tratar de convertirse en la sección croata de este partido, sin éxito. El representante frankista en las conversaciones fue Ante Pavelić que, tras en asesinato de Radic en 1928, formó el movimiento ustacha en el exilio.